# Mario Götze
Mario Götze (Memmingen, 1992. június 3. –) világbajnok német labdarúgó, a német Eintracht Frankfurt középpályása.

## Pályafutása

### Klubcsapatokban

#### Kezdeti évek
Götze a SC Ronsberg-nél kezdett ismerkedni a labdarúgás alapjaival, miután elköltöztek Dortmundba csatlakozott a Hombrucher SV 09/72 csapatához, majd 8 évesen csatlakozott a Borussia Dortmund ifjúsági akadémiájához. Itt is együtt nevelkedett bátyjával Fabiannal, mint előző csapataiban. 2009-ben megnyerték az U17-es csapattal a Fritz Walter-emléktornát, majd egy évvel később az U18-as csapattal is az első helyen végeztek.

#### Borussia Dortmund
2009. november 21-én debütált a Bundesligában az Mainz 05 ellen, Jakub Błaszczykowski cseréjeként a 88. percben.
A 2010–11-es szezonban, Jürgen Klopp az első fordulótól kezdve kezdőként számított rá, Götze pedig élt a lehetőséggel, és fontos tagja volt a Dortmund bajnoki címet nyerő csapatának. 2010. augusztus 29-én megszerezte első gólját a felnőtt csapatban a VfB Stuttgart ellen.
2010. szeptember 16-án az ukrán Karpati Lviv ellen az Európa-ligában duplázott, ez volt az első és második gólja a bajnokságon kívül. Bajnoki mérkőzéseken 6 gólt szerzett és 15 gólpasszt adott társainak, emellett az Európa-liga küzdelmei során is kétszer volt eredményes, ezzel ő lett a legjobb 18 éves játékos a Bundesligában.
2011 augusztusában az Arsenal 40 millió euróért szerette volna szerződtetni, de a Dortmund elutasította az ajánlatot. Ha az átigazolás létrejött volna, akkor Götze lett volna minden idők legdrágább német játékosa.
2011–12-es idényt góllal és 2 gólpasszal kezdte meg a bajnokságban a Hamburger SV csapata ellen. November 5-én duplázott a Wolfsburg ellen.

#### Bayern München
2013. április 23-án-án bejelentették, hogy nyártól az FC Bayern München csapatában folytatja pályafutását. 2013. augusztus 11-én a Győri ETO elleni gálameccsen mutatkozott be a müncheni gárda színeiben. Rögtön az első meccsén 2 gólt szerzett. Götze három idényt töltött a bajoroknál, 116 mérkőzésen lépett pályára az egyesület mezében, ezalatt 31 gólt szerzett és 44 asszisztot osztott ki. Három-három bajnoki címet és kupagyőzelmet ünnepelhetett.

#### Visszatérés – Borussia Dortmund
2016. július 21-én a Borussia Dortmund hivatalos honlapján jelentette be, hogy Götze visszatér nevelőklubjához egy 4 éves szerződést aláírva. 
" Mikor három évvel ezelőtt otthagytam Dortmundot a Bayern kedvéért, egy olyan döntést hoztam, melyet a klubommal közösen hoztam meg. Tudom, a szurkolók akkoriban nem értették, miért váltottam. Annyit elmondhatok, ha visszamehetnék az időben, más döntést hoznék. A célom az, hogy mindenkit meggyőzzek újra arról, jó futballista vagyok. Megértem azokat, akik nem fogadnak tárt karokkal, de ígérem, mindent megteszek, hogy megváltozzon a véleményem róluk! Dortmund az otthonom!"
 – nyilatkozta dortmundi visszatérésekor az RB Leipzig elleni, 1–0-ra elvesztett összecsapáson. 2017 februárjában bejelentették, hogy Götzét egy rejtélyes, súlyos, de gyógyítható metabolikus myopathia nevű kór támadta meg. Ez olyan betegségek összessége, amely anyagcsere-problémákat és nem megfelelő izomműködést, valamint jelentős súlygyarapodást okozhat. Az orvosok tisztázták, hogy ez betegség megmagyarázta Götze néhány edzettségi problémáját az előző szezonban a Bayernnél és Dortmundba való visszatérésekor. A 2016–17-es kiírást végül 16 pályára lépéssel és két góllal zárta.
Az anyagcsere-betegség miatti távolléte után, 2017. július 14-én visszatért, ahol a Dortmund egy barátságos mérkőzésen 3–2-re legyőzte az Urava Redst. 2017. augusztus 19-én egy VfL Wolfsburg elleni találkozó után Peter Bosz, a Dortmund edzője elismerően nyilatkozott a középpályás teljesítményéről, ugyanakkor kijelentette, hogy a teljes felépülés érdekében óvatosnak kell lennie.
A Bundesliga 2019–20-as évadjának 2. fordulójában lépett pályára 200. alkalommal a sárga-fekete mezes alakulatban, Marco Reus cseréjeként a második félidőben az Augsburg elleni, 5–1-re megnyert meccsen.
2020. május 23-án a klub sportigazgatója, Michael Zorc megerősítette, hogy Götze a szezon után elhagyja a csapatot. Három nappal később játszotta utolsó találkozóját a Dortmund mezében, a Bayern München elleni, 1–0-s vereség alkalmával.

#### PSV Eindhoven
2020. október 6-án, 28 évesen két évre aláírt a holland PSV Eindhoven csapatához. Debütálásán rögtön gólt szerzett a 3–0-s idegenbeli győzelem során a PEC Zwolle ellen, október 18-án.

#### Eintracht Frankfurt
2022. június 21-én jelentették be, hogy a német Eintracht Frankfurt három évre szerződtette.

### A válogatottban

#### Korosztályos
Götze is tagja volt a német U17-es válogatottnak a 2009-es U17-es labdarúgó-Európa-bajnokságon. Az angol U17-es válogatott ellen 4–0-ra megnyert mérkőzésen ő lőtte a németek negyedik gólját.

#### Felnőtt
2010. november 17-én debütált a felnőtt válogatottban, Svédország ellen. Csapattársát Kevin Großkreutz helyettesítette, ezzel ő lett a legfiatalabb német debütáló Uwe Seeler óta. 2011. február 9-én Olaszország elleni barátságos mérkőzés volt a második válogatott mérkőzése.
2011. augusztus 10-én gólt szerzett a Brazília ellen, így 19 évesen és 68 naposan ő lett a legfiatalabb gólszerző a történelemben, Klaus Stürmer megelőzve, aki a Franciaország elleni debütáló mérkőzésén szerzett gólt, 1954. október 16-án.
2014. július 13-án az Argentína–Németország 2014-es világbajnoki döntő mérkőzés 113. percében megszerezte a győztes gólt, ezzel a német válogatott 1990 után újra világbajnok lett.
Ott volt a 2016-os Európa-bajnokságon is, ahol Németország az elődöntőig jutott. 2017 novemberében szerepelt egy barátságos mérkőzésen Franciaország ellen, miután egy évig nem lépett pályára a válogatottban. A 2018-as világbajnokságra nem kapott meghívót.

## Statisztika

### Klubcsapatokban
2020. október 22-én frissítve.
| Klub              | Szezon           | Liga             | Liga  | Liga | Kupa  | Kupa | Nemzetközi | Nemzetközi | Egyéb | Egyéb | Összesen | Összesen |
| Klub              | Szezon           | Bajnokság        | Mérk. | Gól  | Mérk. | Gól  | Mérk.      | Gól        | Mérk. | Gól   | Mérk.    | Gól      |
| ----------------- | ---------------- | ---------------- | ----- | ---- | ----- | ---- | ---------- | ---------- | ----- | ----- | -------- | -------- |
| Borussia Dortmund | 2009–10          | Bundesliga       | 5     | 0    | 0     | 0    | —          | —          | —     | —     | 5        | 0        |
| Borussia Dortmund | 2010–11          | Bundesliga       | 33    | 6    | 2     | 0    | 6          | 2          | —     | —     | 41       | 8        |
| Borussia Dortmund | 2011–12          | Bundesliga       | 17    | 6    | 2     | 1    | 6          | 0          | 1     | 0     | 26       | 7        |
| Borussia Dortmund | 2012–13          | Bundesliga       | 28    | 10   | 4     | 4    | 11         | 2          | 1     | 0     | 44       | 16       |
| Borussia Dortmund | Összesen         | Összesen         | 83    | 22   | 8     | 5    | 23         | 4          | 2     | 0     | 116      | 31       |
| Bayern München    | 2013–14          | Bundesliga       | 27    | 10   | 4     | 1    | 11         | 3          | 3     | 1     | 45       | 15       |
| Bayern München    | 2014–15          | Bundesliga       | 32    | 9    | 4     | 2    | 11         | 4          | 1     | 0     | 48       | 15       |
| Bayern München    | 2015–16          | Bundesliga       | 14    | 3    | 2     | 1    | 4          | 2          | 1     | 0     | 21       | 6        |
| Bayern München    | Összesen         | Összesen         | 73    | 22   | 10    | 4    | 26         | 9          | 5     | 1     | 114      | 36       |
| Borussia Dortmund | 2016–17          | Bundesliga       | 11    | 1    | 1     | 0    | 4          | 1          | 0     | 0     | 16       | 2        |
| Borussia Dortmund | 2017–18          | Bundesliga       | 23    | 2    | 0     | 0    | 9          | 0          | 0     | 0     | 32       | 2        |
| Borussia Dortmund | 2018–19          | Bundesliga       | 26    | 7    | 2     | 0    | 6          | 0          | —     | —     | 34       | 7        |
| Borussia Dortmund | 2019–20          | Bundesliga       | 15    | 3    | 2     | 0    | 4          | 0          | 0     | 0     | 21       | 3        |
| Borussia Dortmund | Összesen         | Összesen         | 75    | 13   | 5     | 0    | 23         | 1          | 0     | 0     | 103      | 14       |
| PSV Eindhoven     | 2020–21          | Eredivisie       | 1     | 1    | 0     | 0    | 1          | 1          | —     | —     | 2        | 2        |
| PSV Eindhoven     | Összesen         | Összesen         | 1     | 1    | 0     | 0    | 1          | 1          | —     | —     | 2        | 2        |
| Karrier összesen  | Karrier összesen | Karrier összesen | 232   | 58   | 23    | 9    | 73         | 15         | 7     | 1     | 335      | 83       |

### A válogatottban
2019. április 7-én frissítve.
| Németország | Németország | Németország |
| Év          | Mérkőzés    | Gól         |
| ----------- | ----------- | ----------- |
| 2010        | 1           | 0           |
| 2011        | 11          | 2           |
| 2012        | 8           | 1           |
| 2013        | 6           | 3           |
| 2014        | 15          | 7           |
| 2015        | 7           | 3           |
| 2016        | 14          | 1           |
| 2017        | 1           | 0           |
| Összesen    | 63          | 17          |

### Góljai a válogatottban
| Götze góljai a Német válogatottban | Götze góljai a Német válogatottban | Götze góljai a Német válogatottban           | Götze góljai a Német válogatottban | Götze góljai a Német válogatottban | Götze góljai a Német válogatottban | Götze góljai a Német válogatottban         |
| ---------------------------------- | ---------------------------------- | -------------------------------------------- | ---------------------------------- | ---------------------------------- | ---------------------------------- | ------------------------------------------ |
| 1.                                 | 2011.08.10.                        | Mercedes-Benz Arena, Stuttgart, Németország  | Brazília                           | 2–0                                | 3–2                                | Barátságos mérkőzés                        |
| 2.                                 | 2011.09.02.                        | Arena AufSchalke, Gelsenkirchen, Németország | Ausztria                           | 6-2                                | 6-2                                | 2012-es Eb-selejtező                       |
| 3.                                 | 2012.09.07.                        | HDI-Arena, Hannover, Németország             | Feröer                             | 1–0                                | 3–0                                | 2014-es labdarúgó-világbajnokság-selejtező |
| 4.                                 | 2013.03.22.                        | Astana Arena, Asztana, Kazahsztán            | Kazahsztán                         | 2–0                                | 3–0                                | 2014-es labdarúgó-világbajnokság-selejtező |
| 5.                                 | 2013.03.26.                        | Frankenstadion, Nürnberg, Németország        | Kazahsztán                         | 2–0                                | 4–1                                | 2014-es labdarúgó-világbajnokság-selejtező |
| 6.                                 | 2013.10.15.                        | Friends Arena, Solna, Svédország             | Svédország                         | 2–2                                | 5–3                                | 2014-es labdarúgó-világbajnokság-selejtező |

## Magánélete
Testvére, Fabian Götze szintén a Borussia Dortmund ifjúsági akadémiáját erősítette 2010-ig. 2015-ben bejelentette visszavonulását. Utolsó csapata SpVgg Unterhaching volt. 

## Sikerei, díjai

### Klubcsapatokban
Borussia Dortmund
- Német bajnok (2): 2010–11, 2011–12
- Német kupa (2): 2011–12, 2016–17
- Német szuperkupa (1): 2019
- Bajnokok Ligája döntős (1): 2012–13

Bayern München
- Német bajnok (3): 2013–14, 2014–15, 2015–16
- Német kupa (2): 2013–14, 2015–16
- UEFA-szuperkupa (1): 2013
- FIFA-klubvilágbajnokság (1): 2013

PSV Eindhoven
- Holland kupa (1): 2021–22
- Holland szuperkupa (1): 2021

### A válogatottban
Németország U17
- U17-es Európa-bajnokság: 2009

Németország
- Világbajnok: 2014
- Európa-bajnokság bronzérmes: 2012

## Külső hivatkozások
- Hivatalos honlapja (németül)
- Ismertetője a transfermarkt.co.uk honlapján
- Borussia Dortmund hivatalos honlapja (németül)
- Mario Götze adatlapja a National-Football-Teams.com oldalon (angolul)

- Mario Götze – a FIFA adatbázisában